# 社建村街道
社建村街道，是中华人民共和国湖南省湘潭市岳塘区下辖的一个乡镇级行政单位。

## 行政区划
社建村街道下辖以下地区：
安乐社区、学卫社区、纺城社区和新建社区。